# حشره‌خوار الکساندر
 حشره‌خوار الکساندر (نام علمی: Crocidura aleksandrisi) نام یک گونه از سرده حشره‌خوارهای دندان‌سفید است.